# لو لين (لاعبة كرة لينة)
لو لين هي لاعبة كرة لينة صينية، ولدت في 6 أبريل 1979.

## وصلات خارجية
- لو لين على موقع أوليمبيديا (الإنجليزية)
- لو لين على موقع اللجنة الأولمبية الصينية (الإنجليزية)